# Kaiserinmutter Dong
Kaiserinwitwe Dong (董太后,  Dǒng tàihòu oder 孝仁皇后,  xiào rén huánghòu auch 永樂太后,  Yǒnglè tàihòu) genannt, (Geburtsname unbekannt), formell Kaiserin Xiaocheng († 189), war eine Kaiserinwitwe während der Han-Dynastie. Sie war die Mutter des Kaisers Ling, aber niemals selbst Kaiserin. Ihr wird vorgeworfen, durch ihren Einfluss zum Niedergang der Han-Dynastie beigetragen zu haben (insbesondere als Kaiseringroßwitwe).

## Hintergrund
Die künftige Kaiserinwitwe Dong stammte aus der Hejian-Kommandantur (in etwa heutiges Baoding, Hebei). Sie war die Gemahlin von Liu Chang, dem Erbmarquis von Jietuding. Ihm gehörte ein kleines Stück Land, das aus nur einem oder wenigen Dörfern bestand. Deshalb hat sie wohl trotz des Adels ihres Gemahls kaum im Überfluss gelebt. Sie gebar seinen Erben Liu Hong im Jahre 156. Ob sie andere Kinder hatte, ist nicht überliefert. Im Jahre 168 war Marquis Chang bereits tot, und Liu Hong wurde Marquis von Jietuding.

## Leben

### Kaiserinwitwe
Im Jahre 168, nachdem Kaiser Huan ohne Erben gestorben war, wählte seine Witwe Dou Miao aus unerfindlichen Gründen Liu Hong zum Nachfolger. Er bestieg als Kaiser Ling den Thron und achtete Dou Miao eher wie eine Konkubine als wie eine Kaiserinwitwe. Im Jahre 169 empfing Kaiser Ling seine Mutter in der Hauptstadt (Luoyang), nachdem er die Dou-Sippe ausgelöscht und die Kaiserinwitwe Dou Miao unter Hausarrest  gestellt hatte. Er ernannte sie ebenfalls zur Kaiserinwitwe, obwohl er auch Dou Miao nun mehr Ehre erwies. Kaiserinwitwe Dong stand im Rang unter der vormaligen Kaiserin Dou Miao, bis diese 172 starb. Ab da mischte sie sich auch in die Politik ein.
Angeblich ermutigte die Kaiserinwitwe den Kaiser Ling, Ämter für Geld zu verkaufen. Dadurch wurde die Zivilverwaltung der Han-Regierung stark geschwächt, und die Korruption im Reich geriet außer Kontrolle.
Im Jahre 181 gebar die Konkubine Wang Kaiser Lings zweiten Sohn Liu Xie. Kaiserin He vergiftete sie, und die Kaiserinwitwe Dong nahm Liu Xie zu sich und zog ihn persönlich auf. Er wurde deswegen Marquise Dong genannt. (Er und sein Bruder Liu Bian erhielten weibliche Titel, um die bösen Geister fernzuhalten, die Kaiser Lings vorige Söhne dahingerafft hatten.) Kaiserinwitwe Dong gewann Liu Xie lieb und redete oft auf Kaiser Ling ein, ihn anstelle seines älteren Bruders zum Kronprinzen zu ernennen. Dadurch geriet sie in Konflikt mit ihrer Schwiegertochter, Kaiserin He.

### Kaiseringroßwitwe
Kaiser Ling starb 189, ohne einen Erben designiert zu haben. Den Versuchen des Eunuchen Jian Shuo, Liu Xie zum Kaiser zu erheben, zum Trotz setzten Kaiserin He und ihr Bruder He Jin Liu Bian auf den Thron. Kaiserin He wurde Kaiserinwitwe, und sie und He Jin übernahmen die Kontrolle über die Regierung. Dong, nunmehr Kaiseringroßwitwe, und ihr Neffe Dong Chong bildeten eine Opposition am Hofe und stritten oft mit der Kaiserinwitwe He. Einmal drohten sie sogar, He Jin enthaupten zu lassen. He Jin ließ seine Schwester ein Edikt herausgeben, um die Kaiserinwitwe nach Hejian (heutiges Baoding, Hebei) zu verbannen und Dong Chong festzunehmen. Dong Chong starb durch Suizid, und die Kaiseringroßwitwe Dong starb kurz darauf. Die meisten historischen Berichte nennen Furcht als Todesursache, aber manche behaupten, dass sie Suizid begangen habe. Im selben Jahr noch wurde die He-Sippe von Dong Zhuo (keine Verwandtschaft) überworfen, und Liu Xie wurde als Han Xiandi zum Kaiser erhoben. Aber der Verfall der Han-Dynastie war nicht mehr aufzuhalten, und 220 sollte Kaiser Xian gezwungen sein, die Macht an Cao Pi abzugeben.
| Personendaten    | Personendaten                                       |
| ---------------- | --------------------------------------------------- |
| NAME             | Dong, Kaiserinmutter                                |
| ALTERNATIVNAMEN  | Kaiserin Xiaocheng; Empress Dowager Dong (englisch) |
| KURZBESCHREIBUNG | chinesische Kaiserinmutter                          |
| GEBURTSDATUM     | 2. Jahrhundert                                      |
| STERBEDATUM      | 189                                                 |